# الدار شنگلایا
الدار شنگلایا (به گرجی: ელდარ შენგელაია؛ ۲۶ ژانویهٔ ۱۹۳۳ – ۴ اوت ۲۰۲۵) کارگردان و فیلم‌نامه‌نویس اهل اتحاد جماهیر شوروی و گرجستان بود که بین سال‌های ۱۹۵۷ تا ۲۰۲۲ میلادی فعالیت می‌کرد.
از جمله آثار وی می‌توان به فیلم‌ کوه‌های آبی اشاره کرد.

## جوایز
او برندهٔ جوایزی همچون جایزه هنرمند مردمی اتحاد جماهیر شوروی، جایزه نیکا، نشان پرچم سرخ کار و جایزه دولتی اتحاد شوروی شده‌بود.